# Río Cachitos
El río Cachitos es un curso natural de agua que nace en la cordillera de los Andes que drena las laderas occidentales del límite internacional de la Región de Atacama y se dirige al noroeste hasta confluir con el río Piuquenes para formar el río Turbio.

## Historia
Francisco Solano Asta-Buruaga y Cienfuegos escribió en 1899 en su Diccionario Geográfico de la República de Chile sobre el río:
Cachitos.-—Corto riachuelo en el interior de los Andes en el departamento de Copiapó, que afluye en el de Jorquera conjuntamente con el río Turbio. En la quebrada por donde corre, ceñida de cerros escabrosos y desnudos de vegetación, se encuentran vestigios de un pueblo primitivo de indígenas.
Luis Risopatrón lo describe en su Diccionario Jeográfico de Chile (1924) sobre el río:: 111 
Cachitos (Río). Recibe las aguas de las faldas W del cordón limitaneo con la Arjentina, corre hacia el N en una quebrada ceñida de cerros escabrosos i desnudos de vegetación, en la que se encuentran vestijios en un pueblo primitivo de indíjenas i se vacía en la marjen S del curso superior del rio Turbio, del de Jorquera. 66, p. 219; 98, ii. p. 416; i m, p. 365; 134; i 156; i riachuelo en 155. p 96; i río Cachito en 118. p. 118.